# Синдром Мак-Кьюна — Олбрайта
Синдром Мак-Кьюна — Олбрайта (англ. McCune-Albright syndrome, MCA) — сложное генетическое заболевание, которое поражает костную, кожную и эндокринную системы. Это мозаичное заболевание, которое возникает из-за соматических активирующих мутаций в гене GNAS, который кодирует альфа-субъединицу гетеротримерного G-белка. Синдром Мак-Кьюна — Олбрайта был впервые описан в 1937 году двумя американскими учеными: педиатром Донованом Джеймсом Мак-Кьюном и эндокринологом Фуллером Олбрайтом.

## Симптомы
1. Пятна на коже: Обычно на лице, шее, груди и животе появляются пятна, которые могут быть округлыми или овальными, и могут быть разных цветов (от светло-коричневого до темно-коричневого).
2. Эндокринные нарушения: Пациенты с MCA часто имеют эндокринные нарушения, такие как гипотиреоз (недостаточная функция щитовидной железы), гиперпаратиреоз (чрезмерная функция паращитовидной железы), акромегалия (чрезмерный рост гормона роста) и другие.
3. Костные поражения: Пациенты с MCA могут иметь костные поражения, такие как фиброзная дисплазия (изменение структуры костей), которые могут привести к деформации костей, переломам и другим осложнениям.
4. Неврологические симптомы: Некоторые пациенты с MCA могут иметь неврологические симптомы, такие как судороги, головные боли, нарушения зрения и слуха.

Синдром Мак-Кьюна — Олбрайта вызван мутацией гена GNAS, который кодирует белок, участвующий в передаче сигналов внутри клеток. Эта мутация приводит к чрезмерной активности белка, что вызывает симптомы заболевания.

## Диагностика
Диагностика MCA обычно основана на сочетании следующих методов:
1. Клинический осмотр: Врач осматривает пациента и выявляет характерные симптомы, такие как пятна на коже и эндокринные нарушения.
2. Генетический анализ: Проводится генетический анализ, чтобы выявить мутацию гена GNAS.
3. Рентгенография: Проводится рентгенография костей, чтобы выявить костные поражения.
4. Эндокринные тесты: Проводятся эндокринные тесты, чтобы выявить эндокринные нарушения.

## Лечение
Лечение MCA обычно направлено на устранение симптомов и предотвращение осложнений. Это может включать:
1. Гормональная терапия: Назначается гормональная терапия, чтобы компенсировать эндокринные нарушения.
2. Хирургическое лечение: Проводится хирургическое лечение, чтобы исправить костные деформации и удалить пораженные ткани.
3. Медикаментозное лечение: Назначается медикаментозное лечение, чтобы контролировать симптомы, такие как судороги и головные боли.
4. Регулярный мониторинг: Проводится регулярный мониторинг, чтобы отслеживать состояние пациента и предотвратить осложнения.

## Эпидемиология
Синдром Мак-Кьюна — Олбрайта, как предполагается, встречается с частотой от 1 человека на 100 000 до 1 человека на 1 000 000 человек во всем мире.

## Примеры
Из известных примеров обладателей такого заболевания можно выделить Лину Медину, женщину которая стала матерью в самом раннем зафиксированном возрасте.